# Krabbholmen
Krabbholmen, finska: Rapholma, är en ö i Finland. Den ligger i Finska viken och i kommunen Pyttis i den ekonomiska regionen  Kotka-Fredrikshamn i landskapet Kymmenedalen, i den södra delen av landet. Ön ligger omkring 10 kilometer sydväst om Kotka och omkring 100 kilometer öster om Helsingfors.
Öns area är 14,1 hektar och dess största längd är 0,7 kilometer i nord-sydlig riktning.